# Pedro Ciruelo
Pedro Sánchez Ciruelo, o simplement Pedro Ciruelo, conegut en llatí com Petrus Ceruelus Darocensis (Daroca, 1468/1470 — Salamanca, 5 de novembre de 1548, va ser un filòsof, teòleg i matemàtic aragonès.
Els seus coneixements científics i la seva metòdica exposició d'aquests permeten considerar a Ciruelo com una figura representativa del moviment renaixentista anomenat «humanisme científic». Constitueix la síntesi de l'erudit hispà de la primera meitat del segle xvi.

## Biografia
Neix a Daroca (Aragó), al si d'una família acomodada, que potser provenia de Molina de Aragón, de la qual es coneix el nom de la seva mare, Teresa Fernández, i dels seus nombrosos germans que encara vivien en 1524, Francisco, el major, Bartolomé, Alonso i Jorge, que estudiaren a Salamanca com ell, i Elvira, Luisa i Isabel.
Comença els seus estudis d'Humanitats a la seva ciutat natal, a l'Estudi d'Arts, on roman fins als quinze anys. Continua la seva formació a la universitat de Salamanca, entre 1482 i 1492, on estudia Arts, dedicant-se especialment a les Matemàtiques i les Ciències. El tracte amb els professors d'astrologia Abraham Zacuto, Diego de Torres i Rodrigo Basurto, determinarà la seva orientació intel·lectual. En el darrer any d'aquest període publica la primera versió del seu Tratado de confesión (1492).

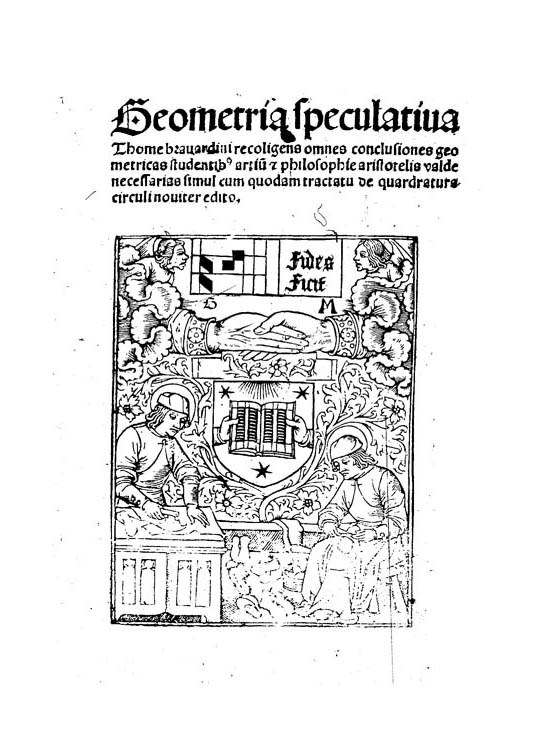

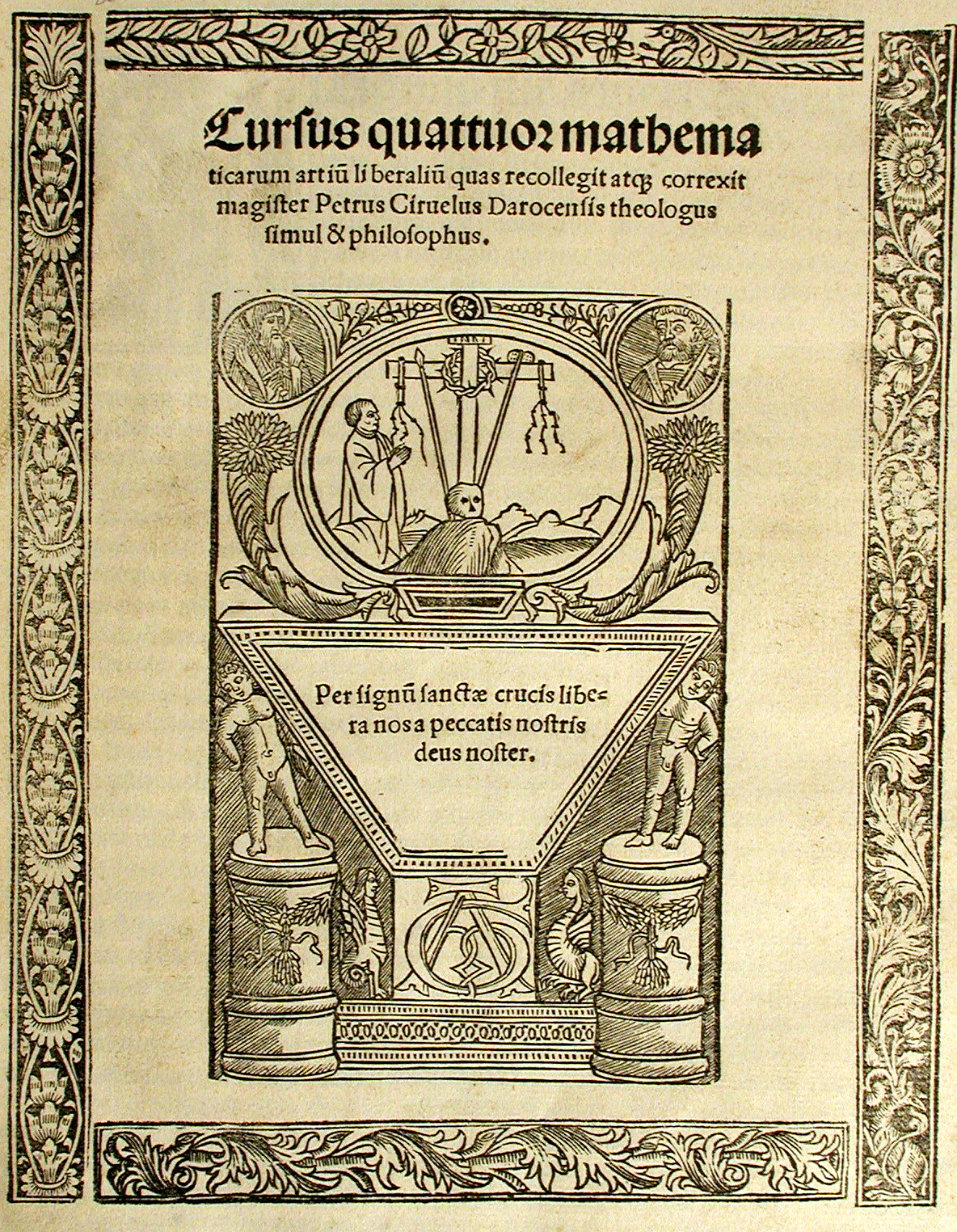
Cursus quattuor mathematicarum artium liberalium... (Alcalá de Henares, Arnao Guillén de Brocar, 1516).

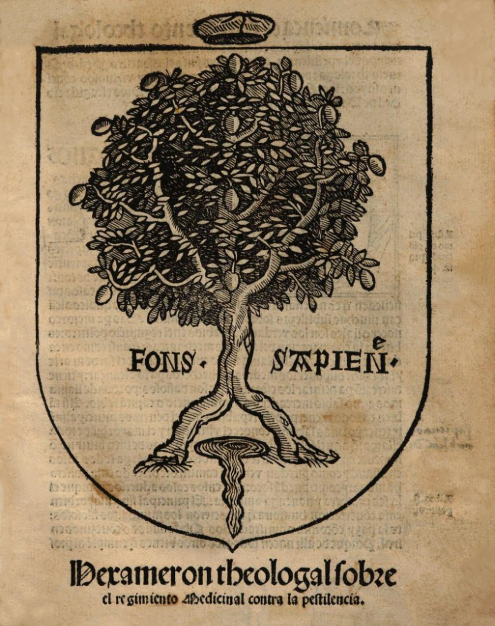
Hexameron theologal sobre el regimiento medicinal contra la pestilencia (Alcalá de Henares, Arnao Guillén de Brocar, 1519).

De Salamanca es trasllada a París, on roman altres deu anys, de 1492 a 1502. Allí estudia Lògica i Teologia, i al mateix temps, ensenya Matemàtiques al col·legi de Beauvais. Coneix i es relaciona amb altres espanyols que estan a la universitat, entre els quals destaquen els matemàtics aragonesos Gaspar Lax i Miguel Francés. I a París publica obres matemàtiques i astronòmiques, obra pròpia com Algorismus (1495), i comenta i revisa l'obra de Thomas Bradwardine —Geometria speculativa (1495) i Arithmetica speculativa (1495)— i de Johannes de Sacrobosco —Uberrimum sphere mundi (1498).
A finals de 1499 Sánchez Ciruelo accepta la regència de l'Estudi d'Arts de la seva ciutat natal, però als pocs mesos, a finals de gener de 1500, sense que es conegui el motiu, demana llicència per a deixar el treball, i abandona la ciutat, potser per a tornar a París.
Des de 1502 a començaments de 1505 ocupa una càtedra de Filosofia en la universitat de Sigüenza. En aquest període rep l'ordenació sacerdotal i li és concedida una canongia en la catedral de la ciutat.
A principis de 1505 deixa Sigüenza i Torna a Daroca. Des de febrer de 1505 a 1508 ocupa el càrrec de mestre major de l'Estudi de la ciutat, amb uns emoluments de 5 sous per alumne matriculat (i 200 sous en compensació per l'excepció dels naturals de Daroca), més 500 sous com a lector de Teologia. En aquest període és nomenat porcioner de l'església de Sant Domènec de Daroca i vicari de l'església dels Sants Just i Pastor de Cuencabuena, llogaret de Calamocha. L'any 1508 deixa de residir habitualment a Daroca, tot i que fins a 1516 passa temporades a la ciutat. Les seves constants absències, suplides per batxillers substituts, es mantenen fins a 1522, quan li és rescindit el seu nomenament de mestre major.
Quan la universitat d'Alcalá de Henares inicia la seva activitat docent a principis del segle xvi, i comença a formar la nòmina de professors, Pedro Ciruelo és elegit per a ocupar la càtedra de Teologia de Sant Tomàs. Al mateix temps, la universitat de Salamanca, davant la competència que suposava la creació de la nova universitat, nomena una comissió per a cobrir noves càtedres de nominals, oferint-li una d'elles a Ciruelo, el qual, però, ja estava compromès amb Alcalá de Henares.
Pedro Ciruelo manté 25 anys la seva relació amb la universitat d'Alcalá de Henares, de 1508 a 1533. En els períodes 1510-1511 i 1516-1523 Ciruelo regenta la càtedra de Teologia de Sant Tomàs. Entre 1511 i 1514 estigué algunes temporades a Daroca, on el Consell municipal li concedeix el juliol de 1514 un permís de dos anys per a preparar una obra, segurament el seu Cursus quattuor mathematicarum artium liberalium (1516); en els anys 1514 i 1515 realitza la predicació de la quaresma a l'hospital de Nuestra Señora de Gracia de Saragossa; i també és probable que regentés una càtedra d'Arts a la universitat alcalaína. En aquests anys és nomenat canonge magistral de l'església dels Sants Just i Pastor d'Alcalá de Henares (1519), i engrandeix el seu prestigi, com ho demostren els encàrrecs de les autoritats acadèmiques: les oracions fúnebres en les exèquies del cardenal Cisneros (1517), fundador de la universitat, i Antonio de Nebrija (1522), eminent gramàtic. Des de 1523 no se li coneix cap activitat docent però segueix participant en diverses activitats de la Facultat de Teologia a la universitat. Així, en 1527 participa en les Juntes Teològiques de Valladolid convocades per l'emperador Carles V per a discutir l'ortodòxia d'Erasme de Rotterdam, on defensa una postura crítica a l'obra erasmista però sense optar per una condemna global. Durant aquesta llarga estada a la universitat Complutense escriu tretze obres sobre lògica, astrologia i matemàtiques, de les quals destaquen el Cursus, una enciclopèdia sobre el quadrivi, i els Apostelemata, una exposició dels seus coneixements astronòmics i astrològics.
L'any 1533 surt d'Alcalá de Henares. Els darrers anys visqué a Segòvia (1533-1537) i a Salamanca (1537-1548), ocupant en ambdues ciutats una canongia magistral a la catedral. Les seves ocupacions religioses no li impediren seguir escrivint, especialment tractats religiosos, morals i de lògica, destacant pel seu enciclopedisme, les Paradoxae, obra aquesta última que denota en la dedicatòria una certa relació de Ciruelo amb la universitat de Salamanca en aquests anys, més enllà d'haver estat la seva alma mater. Moria a Salamanca el dia 5 de novembre de 1548.

## Pensament
La seva complexa personalitat intel·lectual està caracteritzada pel seu anti-erasmisme, palès en les Juntes de Valladolid de 1527, i el seu anti-lul·lisme, palès a Prima pars logices ad veriores sensus textus Aristotelis i a Novus sed preclarissimus in posteriora analytica Aristotelis conmentarius; per divulgar les matemàtiques com a docent i com a autor (per exemple, el seu Cursus quattuor mathematicarum artium liberalium); i per la seva tasca com a filòsof, teòleg, escriptor ascètic i astròleg (per exemple, la seva coneguda edició de l'Sphere mundi de Johannes de Sacrobosco). Ciruelo se serveix del llatí per a difondre les seves obres científiques però també utilitza el castellà quan el tema i els destinataris ho requerien.

## Obres
Pedro Ciruelo, com a home renaixentista, presenta en el conjunt de la seva obra un caràcter polifacètic, enciclopèdic i universalista, exemplificada aquesta àmplia erudició humanista en les Paradoxae quaestiones numero decem (1538), en les quals planteja la seva visió de qüestions compromeses en totes les branques del saber: Gramàtica, Lògica, Física, Metafísica, Cosmografia, Teologia i Sagrada Escriptura.
En totes les seves obres científiques manté una actitud crítica, i sotmet les seves indagacions al dictat de la raó. En tot moment relativitza les idees pròpies i troballes, proposant al final de cada obra seva, que quan altres avaluen aquestes ho facin des de la raó.
De tota manera, i malgrat que les seves obres científiques aconseguiren tenir nombroses reedicions, com les 9 del Cursus (Alcalá de Henares 1516, 1523, 1526 (4), 1528, 1577 i Saragossa 1516) i dels Algorismus (París 1495 (2), 1505 (2), 1509, 1513 (2), 1514, 1516, 1524), destaquen, per la seva difusió, dues obres religioses, el «Tratado de confesión», «Confesionario» o «Arte para bien confesar», un manual pràctic dirigit als religiosos, amb 38 impressions (Burgos 1492, 1527, 1541, Saragossa 1497, 1509, 1513 (2), 1514, 1541, 1546, 1560, Sevilla 1511, 1518, 1520, 1535, 1536 (2), 1537, 1538, 1541, 1543, 1544, 1548 (2), Alcalá de Henares 1524, 1525, 1532, 1543, Toledo 1524, 1551, Valladolid 1534, València 1541, Salamanca 1541, 1548, Medina del Campo 1544, 1546, 1548 y Lleó 1556), i la «Reprovacion de supersticiones» o «Reprovacion de las supersticiones y hechizerias», manual dirigit als jutges, tant eclesiàstics com civils, per a reconèixer i castigar els rituals i costums considerats supersticiosos en el segle xvi, amb 16 impressions (Burgos 1528, 1536, Toledo 1536, Salamanca 1538, 1539, 1540 (2), 1541, 1547, 1556, 1641, Sevilla 1547, Alcalá de Henares 1547, Medina del Campo 1548, 1551 y Barcelona 1628).

### Obra publicada
- Tratado de confesión (1492).[8][22]
- Geometria speculatiua Thome Brauardini : recoligens omnes conclusiones geometricas studentibus artium et philosophie Aristotelis valde necessarias; simul cum quodam Tractatu de quadratura circuli nouiter edito (1495).[12][23]
- Arithmetica Speculativa Thome Bravardini bene revisa et correcta a Pedro Sanchez Ciruelo aragonensi Mathematicas legente (1495).[12][24][25]
- Tractatus Arithmetice practice qui dicitur Algorismus (1495).[12][26]
- Uberrumum sphere mundi commentum intersertis etiam questionibus domini Petri de Aliaco (1498).[12][27]
- Cursus quattuor mathematicarum artium liberalium (1516).[12][28]
- De laudibus cardinalis Ximenes de Cisneros (1517).[12][29]
- Hexameron theologal sobre el regimiento Medicinal contra la pestilencia (1519).[12][30]
- Prima pars logices ad veriores sensus textus Aristotelis (1519).[12][31]
- In cathegorias Aristotelis paraphrasis (1520).[12][32]
- Apotelesmata astrologiae Christianae I(1521).[12][33]
- Opus de magia superstitione (1521).[34][35]
- Prognosticon (1523).[12][36]
- Introductio Astrologica (1523).[34][37]
- Expositio libri missalis peregregia (1528).[34][38]
- Reprovacion de supersticiones (1528).[39] Primer llibre finançat a Espanya per Guillermo de Millis i editat per Pedro de Castro.
- In posteriora analytica Aristotelis commentarius (1528).[34][40]
- Novus sed preclarissimus in posteriora analytica Aristotelis conmentarius (1529).[34][41]
- Summule Petri Hispani nunc recenter correcte ac bone solideque logice documentis illustrate septemque libellis distincte cum preclarissimo commentario (1537).[42][43]
- Paradoxae quaestiones numero decem (1538).[42][44]
- Hore minores clericorum (post. 1537).[45][46]
- Contemplaciones muy devotas sobre los mysterios sacratissimos de la passion de nuestro redemptor Jesu Christo (1542/1543).[45][47]

### Obra inèdita
Unes poques obres seves no han estat publicades mai, o publicades molt després de la seva mort:
- Cuádruple versión del Génesis (publicat el 1914).[49]
- Gènesis (1526) (Ms. 118-Z-29 de la Biblioteca Universitària de Madrid). Traducció interlineal en llatí.
- Lamentacions, Daniel i Isaïes (1530) (Ms. 118-Z-28 de la Biblioteca Universitària de Madrid). Traducció interlineal en llatí.
- Pentateuc (1536) (Ms. 589 de la Biblioteca Universitària de Salamanca). Frefaci i traducció interlineal en llatí.
- Èxode (1538) (Ms. 118-Z-30 de la Biblioteca Universitària de Madrid). Traducció interlineal en llatí.
- Paraphrasis in Summam Divi Thomae (Ms.).